# Eya Ben Zina
Eya Ben Zina, née le 17 août 2002, est une boxeuse tunisienne.

## Carrière
Eya Ben Zina est médaillée d'argent dans la catégorie des moins de 70 kg aux Jeux africains de 2023 à Accra.